# Marialis cultus

Wappen Pauls VI.

Das Apostolische Schreiben Marialis cultus von Papst Paul VI. behandelt „die rechte Pflege und Entfaltung der Marienverehrung“ und stammt vom 2. Februar 1974. Die drei Hauptteile behandeln die Marienverehrung in der Liturgie, die Erneuerung der Marienverehrung und Hinweise auf fromme Übungen (wie das Rosenkranzgebet und den Engel des Herrn).
Unter anderem schreibt Papst Paul VI. in Nr. 57, dass Christus der einzige Weg zum Vater sei (vgl. Joh 14,4–11 ), die Kirche jedoch, geführt vom Heiligen Geist und durch eine jahrhundertealte Erfahrung lehre, „dass auch die Verehrung der seligen Jungfrau, die der Verehrung zum göttlichen Erlöser untergeordnet und mit ihr verbunden ist, eine große pastorale Wirksamkeit besitzt und eine Kraft darstellt, die die christlichen Sitten zu erneuern vermag“. Die vielfältige Sendung Mariens im Gottesvolk sei „eine Wirklichkeit, die auf übernatürliche Weise wirksam und im kirchlichen Organismus fruchtbar“ werde.